# Marschlande

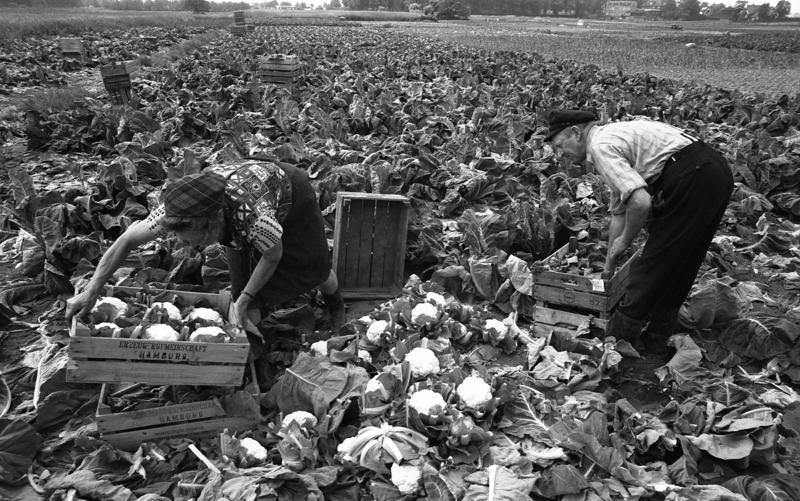
Gemüseernte in den Marschlanden im Juni 1974

Die Marschlande sind nach heutigem Verständnis eine Landschaft im Hamburger Bezirk Bergedorf, bestehend aus den acht Stadtteilen Allermöhe, Billwerder, Moorfleet,  Neuallermöhe (seit 1. Januar 2011), Ochsenwerder, Reitbrook, Spadenland und Tatenberg. Historisch wurden jedoch noch weitere Gebiete zu den hamburgischen Marschlanden gezählt (siehe Geographie). Der Individualname Marschlande ergab sich aus der weiträumigen Beschaffenheit des Gebiets als Landschaftstyp Marschland. 
Die Marschlande werden meist zusammen mit den Vierlanden genannt („Vier- und Marschlande“), die die Stadtteile Altengamme, Curslack, Kirchwerder und Neuengamme umfassen. Zusammen mit diesen bildeten sie bis zum 1. März 2008 den Ortsamtsbereich Vier- und Marschlande. Das Ortsamt wurde zu diesem Zeitpunkt geschlossen.

## Geographie
Wie die Vierlande gehören die Marschlande zu den Flussinseln im Elbe-Urstromtal. Erste Eindeichungen wurden im 12. Jahrhundert vorgenommen.
Historisch zählten zu den Hamburger Marschlanden noch weitere Elbinseln von Finkenwerder im Westen bis zur Veddel und Peute im Osten, ferner der in der Flussgabelung zwischen Norder- und Süderelbe gelegene Moorwerder sowie das auf dem linken (südlichen) Elbufer gelegene Moorburg. Sie bildeten von 1410 bis 1830 die Landherrenschaft von Bill- und Ochsenwerder, danach die Landherrenschaft der Marschlande. Nachdem Wilhelmsburg im Zuge des Groß-Hamburg-Gesetzes 1937 zu Hamburg gekommen war, wurde Moorwerder diesem Stadtteil zugeschlagen.